# OS2U (航空機)
OS2U / OS2N キングフィッシャー
OS2U-2水上機型 3117号機
(1942年撮影)
- 用途：観測機、偵察機
- 分類：観測機
- 製造者：チャンス・ヴォート社
- 運用者

  -  アメリカ海軍
  -  アメリカ海兵隊
  -  アメリカ沿岸警備隊
  -  イギリス海軍
  -  オーストラリア空軍
  -  ソビエト連邦海軍
  -  キューバ海軍
  -  ウルグアイ海軍
  -  チリ
  -  ドミニカ共和国
  -  メキシコ
- 初飛行：

  - 1938年3月1日（陸上機型）
  - 1938年5月（水上機型）
- 生産数：1,519機
- 運用開始：1940年8月
- 運用状況：退役

OS2U キングフィッシャー（Chance Vought OS2U Kingfisher ）は、チャンス・ヴォート社が開発し、第二次世界大戦初期にアメリカ海軍などで運用された観測機。
愛称の「キングフィッシャー (Kingfisher)」は、カワセミの意。後に海軍が自らフィラデルフィア工廠へ移管してOS2N キングフィッシャーとして生産した。

## 概要
チャンス・ヴォート社が開発した、単発三座観測機。水上機型が著名であるが、生産数の過半数が陸上機型もしくは浮舟換装可能型である。
後にF4Uの製造に専念させるため、海軍が自らフィラデルフィア工廠へ移管して生産したが、その型はOS2Nの名称で運用された。

## 開発・運用

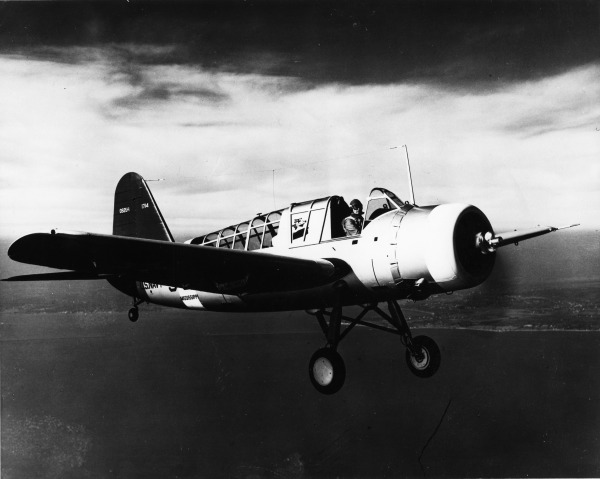
OS2U-3陸上機型 1714号機

複葉観測機であるO3U[:en]の後継として開発された単葉艦載観測機で、1938年3月に陸上機型が、同年5月に水上機型（陸上機型を改修した機体）が初飛行した。軍による試験結果は良好で、1939年にOS2Uとして制式採用された。
1940年から部隊配備され、水上戦闘艦の艦載機として偵察・観測任務に従事した他、近海哨戒飛行隊において対潜哨戒任務や海上捜索救難任務に活躍した。しかし、性能的には同時期の他国の機体と比較すると低性能であり、第二次世界大戦が終結すると急速に退役していった。
イギリス海軍にもレンドリース用に100機供与されたが、全て訓練に使用されている。また、チリ、アルゼンチン、メキシコ等の中南米諸国に若干機が供与された他、ソビエト海軍でもイギリス海軍から引き渡された機体が数機使用された。

## 諸元
| 名称         | OS2U-1水上機型 | OS2U-3陸上機型 | OS2U-3水上機型 | OS2N-1 |
| ------------ | --- | --- | --- | --- |
| 全幅         | 10.95m | 10.95m | 10.95m | 10.95m |
| 全長         | 10.31m | 10.31m | 10.31m | 10.31m |
| 全高         | 4.61m | 4.61m | 4.61m | 4.61m |
| 翼面積       | 24.34m2 | 24.34m2 | 24.15m2 | 24.15m2 |
| 翼面荷重     | kg/m2 | kg/m2 | kg/m2 | kg/m2 |
| 自重         | 1,870kg | 1,870kg | 2,109kg | 2,109kg |
| 正規全備重量 | 2,540kg | 2,700kg | 2,068kg | 2,068kg |
| 発動機       | プラット&ウィトニーR-985-48またはR-985-54（離昇450馬力）1基                                                        | プラット&ウィトニーR-985-AN-2（離昇450馬力）1基                                                                    | プラット&ウィトニーR-985-AN-2（離昇450馬力）1基                                                                    | プラット&ウィトニーR-985-AN-2またはR-985-AN-8（離昇450馬力）1基                                                    |
| 最高速度     | 282km/h（高度1,676m）                                                                                              | 260km（高度1,680m）                                                                                                | 275km/h（高度1,524m）                                                                                              | 275km/h（高度1,524m）                                                                                              |
| 上昇力       | 5,000mまで20分30秒                                                                                                 | 5,000mまで20分30秒                                                                                                 | 5,000mまで20分30秒                                                                                                 | 5,000mまで20分30秒                                                                                                 |
| 航続距離     | 1,634km | 1,300km | 1,300km | 1,327km |
| 武装         | 機首 .30 AN/M2 Fixed 7.62mm機銃2挺（携行弾数500発） 後部座席銃座 .30 AN/M2 Flexible 7.62mm機銃2挺（携行弾数600発） | 機首 .30 AN/M2 Fixed 7.62mm機銃2挺（携行弾数500発） 後部座席銃座 .30 AN/M2 Flexible 7.62mm機銃2挺（携行弾数600発） | 機首 .30 AN/M2 Fixed 7.62mm機銃2挺（携行弾数500発） 後部座席銃座 .30 AN/M2 Flexible 7.62mm機銃2挺（携行弾数600発） | 機首 .30 AN/M2 Fixed 7.62mm機銃2挺（携行弾数500発） 後部座席銃座 .30 AN/M2 Flexible 7.62mm機銃2挺（携行弾数600発） |
| 爆装         | 45kg爆弾2発または146kg爆弾2発                                                                                      | 45kg爆弾2発または146kg爆弾2発                                                                                      | 45kg爆弾2発または146kg爆弾2発                                                                                      | 45kg爆弾2発または146kg爆弾2発                                                                                      |
| 生産数       | 49機 | 1006機 | 1006機 | 300機 |

### 各種形式

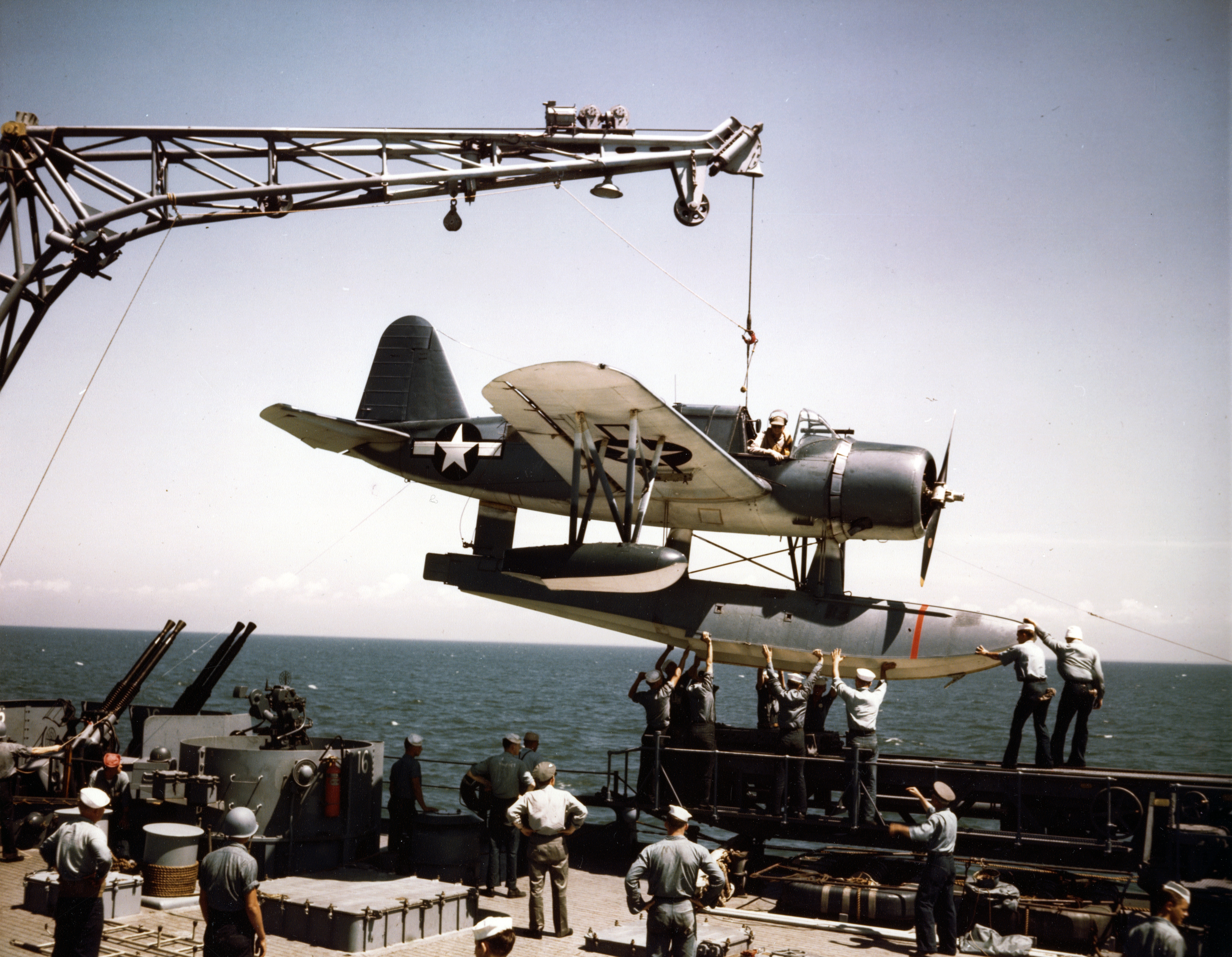
戦艦ミズーリ艦載のOS2N-1(1944年)

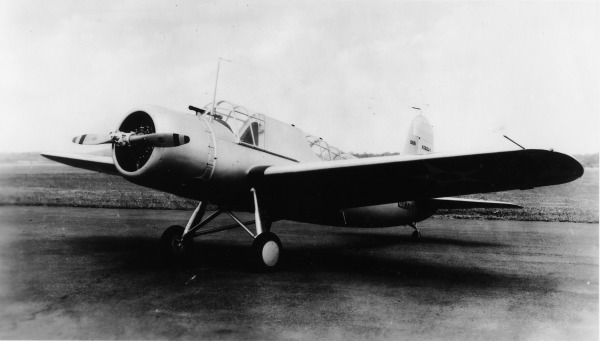
XOS2U-1
450馬力のプラット&ウィトニー製R-985-4発動機を搭載した、OS2Uの試作機で、ヴォート社内での呼称はVS-310。1機生産。

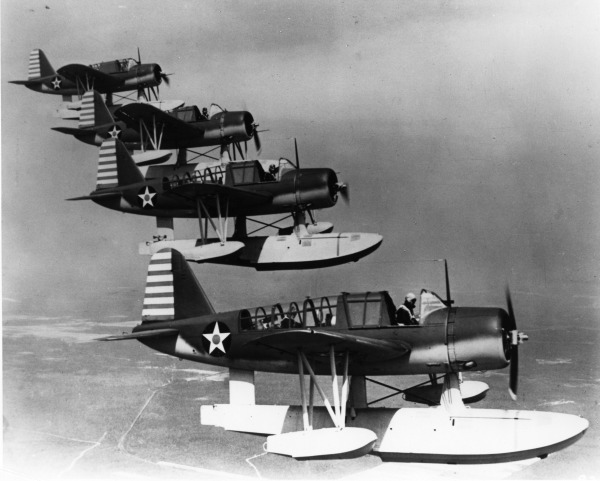
OS2U-1水上機型(1942年)

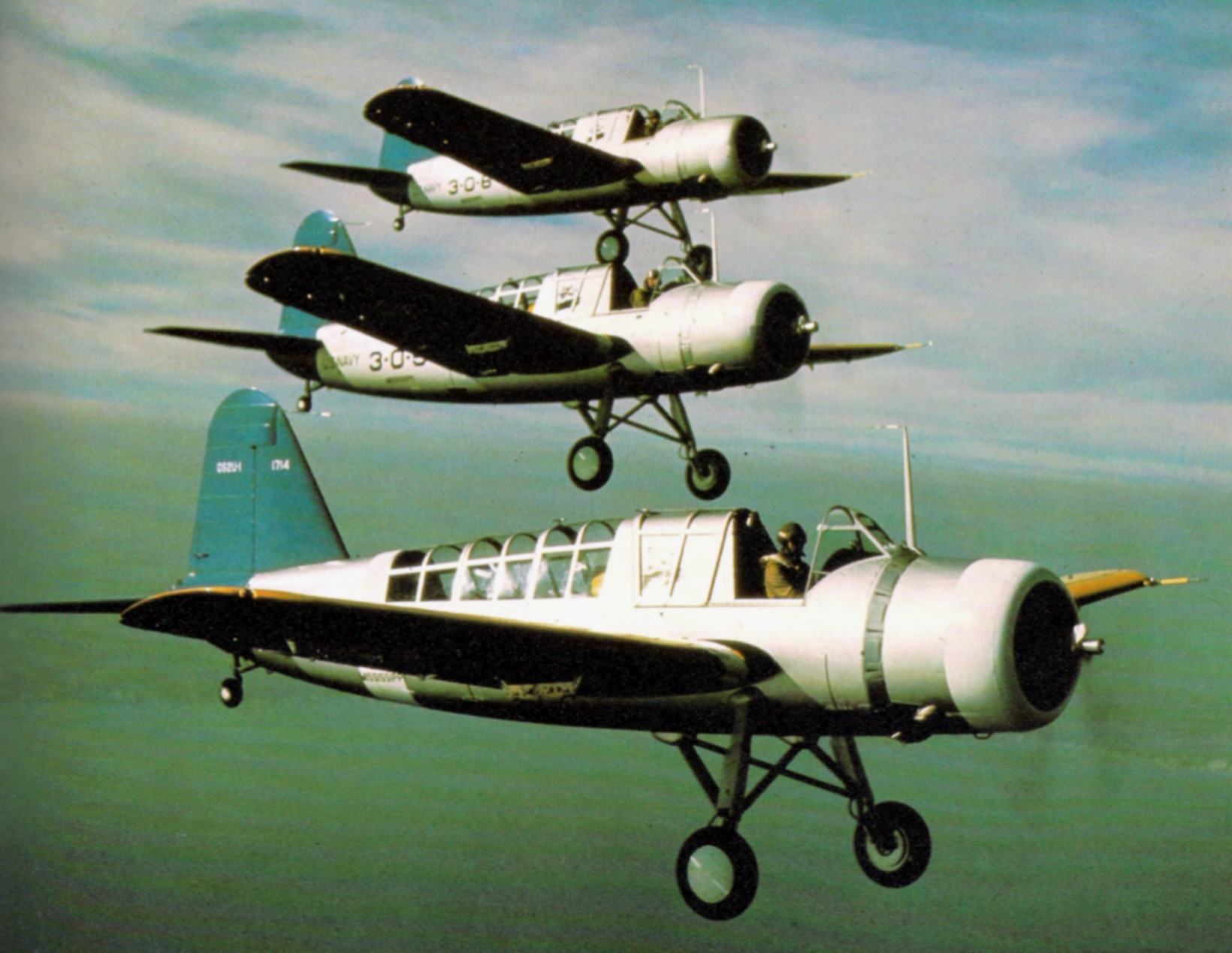
戦艦ミシシッピ艦載のOS2U-2陸上機型の編隊(1939年頃)

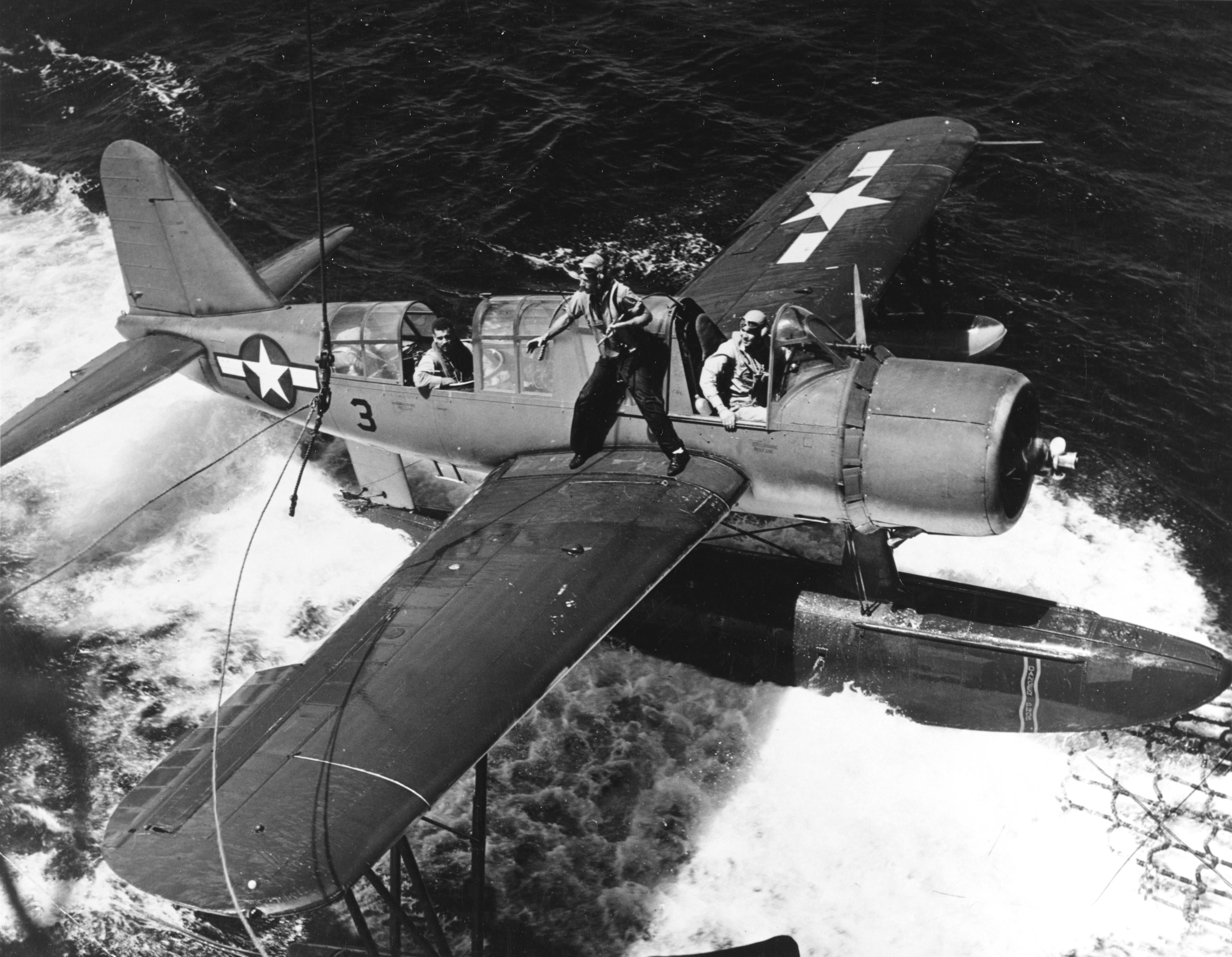
重巡ボルティモア艦載のOS2U-3水上機型(1944年)

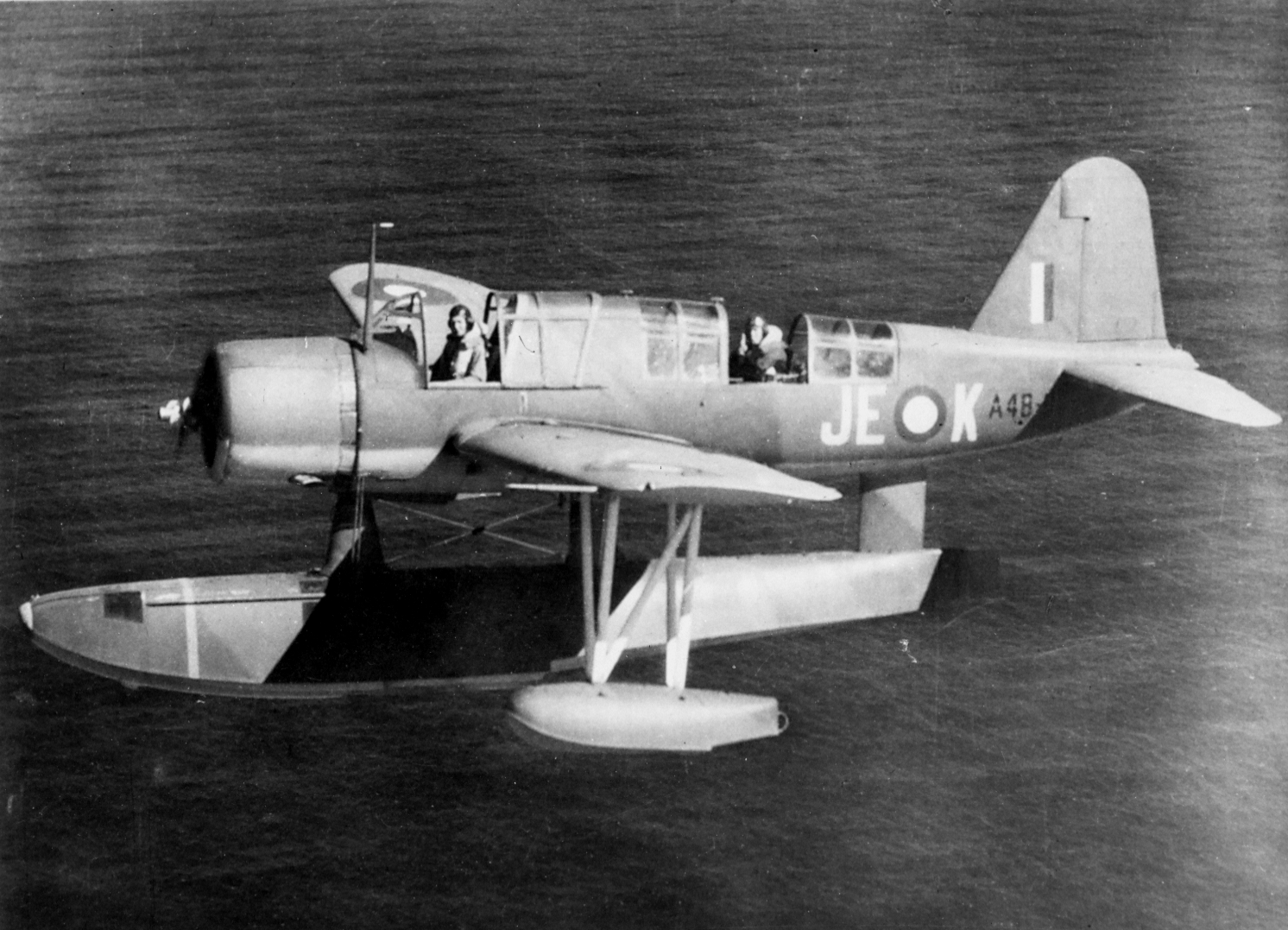
RAAF第107中隊所属のキングフィッシャーMk.I(1943年撮影)

OS2U-1
初期生産型。450馬力のプラット&ウィトニー製R-985-48またはR-985-54発動機を搭載していた。陸上機型5機、水上機型49機の計54機生産(うち5機メキシコへ貸与)。
OS2U-2
主翼インテグラルタンクが自動防漏式燃料タンクとなり、63kgの防弾板を装備した中期生産型。装備機器を変更し、450馬力のプラット&ウィトニー製R-985-50またはR-985-158発動機を搭載していた。陸上機型113機(うち70機フロート換装可能)、水上機型45機の計158機生産。
OS2U-3
全ての燃料タンクが自動防漏式燃料タンクとなり、100kgの防弾板を装備した後期生産型。発動機はプラット&ウィトニー製R-985-AN-2を搭載。機首と後部銃座に一梃ずつ7.62mm機銃を装備し、147kg魚雷や45kg爆弾を装備可能であった。1941年3月から1942年1月まで製造され、2月より海軍工廠へ製造が移管された。陸上機型水上機型合わせて計1006機生産。
OS2U-4
2機のOS2U-3を高翼型にし、フラップも主翼の端まで装備。途中で改造中止のため生産機は無い。
OS2N-1
フィラデルフィア海軍工廠で生産されたOS2U-3の水上機型。1942年2月より、チャンス・ヴォート社をF4Uの製造に専念させるために海軍工廠に製造が移管された後、1942年12月にOS2Uの製造が終わるまでのOS2U-3のこと。450馬力のプラット&ウィトニー製R-985-AN-2またはR-985-AN-8へと発動機が換装された。300機生産。
キングフィッシャー Mk.I
英国海軍やオーストラリア空軍へ納入された100機のOS2U-3の、英国海軍やオーストラリア空軍における呼称。

## 現存する機体
| 型名   | 機体番号          | 機体写真 | 所在地                                         | 所有者                                                             | 公開状況 | 状態     | 備考   |
| ------ | ----------------- | -------- | ---------------------------------------------- | ------------------------------------------------------------------ | -------- | -------- | ------ |
| OS2U-3 | 1368 (0951と表示) | 画像     | アメリカ合衆国アラバマ州モービル               | 戦艦アラバマ記念公園 航空機パビリオン                              | 公開     | 静態展示 |        |
| OS2U-3 | 3073              |          | アメリカ合衆国ノースカロライナ州ウィルミントン | 戦艦ノースカロライナ博物館                                         | 公開     | 静態展示 |        |
| OS2U-3 | 5909              |          | アメリカ合衆国ワシントンD.C.                   | 国立航空宇宙博物館別館 スティーヴン・F・ウドヴァーヘイジーセンター | 公開     | 静態展示 |        |
| OS2U-3 | 5925              |          | チリ共和国サンティアゴ                         | チリ国立航空宇宙博物館                                             | 公開     | 静態展示 | 旧塗装 |
| OS2U-3 | 5926              |          | アメリカ合衆国フロリダ州ペンサコーラ           | 国立海軍航空博物館                                                 | 公開     | 静態展示 |        |
| OS2U-3 | 5985              |          | オーストラリア西オーストラリア州アルバニー     | ウェイル・ミュージアム                                             | 公開     | 修復中   |        |
| OS2U-3 | 5985              |          | ニュージーランドオークランド                   | パイオニア・エアロ                                                 | 公開     | 静態展示 |        |
| OS2U-3 | SB005             |          | キューバ共和国ハヴァナ                         | 革命博物館                                                         | 公開     | 静態展示 |        |
| OS2U-3 | 不明              |          | アメリカ合衆国カリフォルニア州チノ             | ヤンクス航空博物館                                                 | 非公開   | 保管中   |        |

## 登場作品
『艦隊これくしょん -艦これ-』
艦娘の装備として登場。